# Orecta
Orecta is een geslacht van vlinders uit de onderfamilie Smerinthinae van de familie pijlstaarten (Sphingidae).

## Soorten
- Orecta acuminata Clark, 1923
- Orecta fruhstorferi Clark, 1916
- Orecta lycidas (Boisduval, 1875)
- Orecta venedictoffae Cadiou, 1995